# آرام هاروتیونیان (قاضی)
آرام باگراتی هاروتیونیان (ارمنی: Արամ Բագրատի Հարությունյան؛ ۱۸۹۷ - ۱۹۵۴) حقوق‌دان، فرد نظامی و سیاستمدار اهل ارمنستان بود که از تاریخ ۱۹۳۷ تا تاریخ ۱۹۳۹ سمت دادستان کل جمهوری ارمنستان را برعهده داشت.

## زندگی‌نامه
وی در ۱۸۹۷ در باکو به دنیا آمد . وی در ۱۹۵۴ در سن ۵۷ سالگی درگذشت.